# Poutnov (nádraží)
Poutnov je dopravna D3, která se nachází ve vesnici Poutnov v okrese Cheb. Dopravna leží v km 24,616 jednokolejné trati Karlovy Vary – Mariánské Lázně mezi stanicí Bečov nad Teplou a dopravnou Teplá.

## Historie
Stanice s německým názvem Pauten byla dána do provozu 17. prosince 1898, tedy současně s otevřením tratě z Mariánských Lázní do Karlových Varů. Už v roce 1899 se pojmenování změnilo na Einsiedl–Pauten, později česky Mnichov–Poutnov, od roku 1945 se už bez dalších úprav používá název Poutnov.

## Popis dopravny
Dopravna D3 Poutnov je řízena dirigujícím dispečerem ve stanici Bečov nad Teplou. Dopravna je ohraničena lichoběžníkovými tabulkami v km 24,446 (od Teplé) a v km 24,967. V dopravně jsou dvě dopravní koleje, které jsou označeny čísly 1 (blíže k budově, užitečná délka 280 m) a 2 (délka 303 m). Na bečovském zhlaví ještě odbočuje směrem k budově kusá manipulační kolej č. 3 o délce 184 m. Celkem jsou tak v dopravně tři ručně přestavované výhybky a jedna výkolejka (na manipulační koleji).

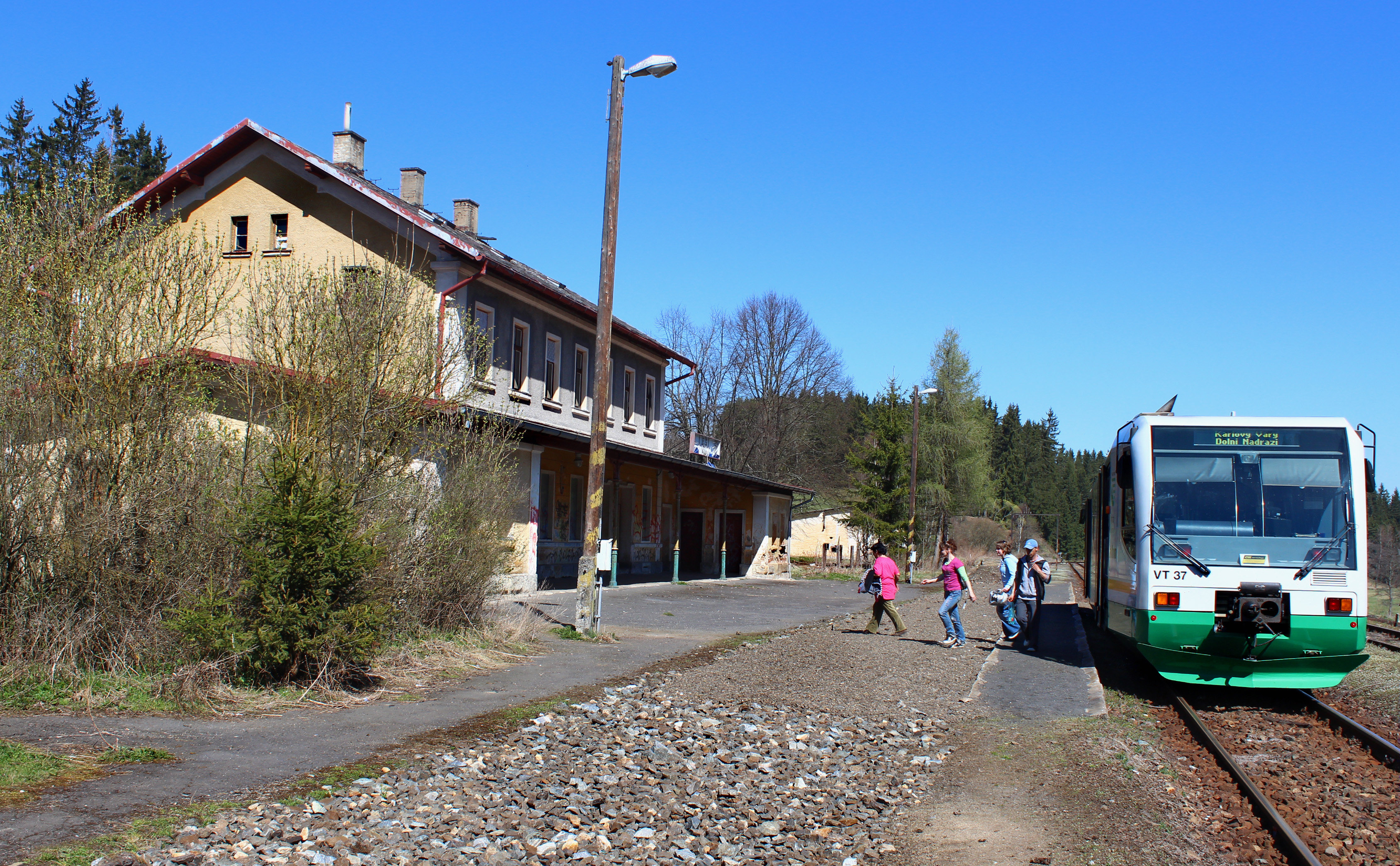
Osobní vlak u nástupiště dopravny

Nástupiště je zřízeno jen u koleje č. 1. Jedná se o nástupiště o délce 60 m s pevnou nástupní hranou ve výšce 300 mm nad temenem kolejnice.
Za dopravnou ve směru na Teplou se v km 24,420 nachází přejezd P369, který je vybaven světelným přejezdovým zabezpečovacím zařízením bez závor. Na tomto přejezdu trať kříží silnice II/210, která spojuje Teplou s Mnichovem.
Budova nádraží je nevyužitá a chátrá (stav v roce 2020). Nachází se v ní služební místnost Správy železnic.